# ۵۲۰ (خورشیدی)
۵۲۰ پانصد و بیستمین سال هجری خورشیدی است.